# Copa Africana de Clubes Campeones 1978
La Copa Africana de Clubes Campeones de 1978 fue la 14ma edición del torneo de fútbol a nivel de clubes organizado por la CAF.
Participaron 24 jugando un sistema de eliminación directa con juego s de ida y vuelta.
El Canon Yaoundé de Camerún ganó la final, ganado el título por segunda ocasión.

## Primera Ronda
| Equipo 1              | Agr. | Equipo 2                | Ida | Vuelta |
| --------------------- | ---- | ----------------------- | --- | ------ |
| Al-Tahaddy            | 5-4  | Medr Babur              | 3-1 | 2-3    |
| AS Corps Enseignement | 1-4  | Matlama FC              | 1-2 | 0-21   |
| Hardware Stars        | 1-5  | Al-Merrikh SC           | 1-1 | 0-4    |
| ASC Garde Nationale   | 5-3  | Wallidan FC             | 3-1 | 2-2    |
| Stade Centrafricain   | 2-4  | Olympic Niamey          | 1-3 | 1-1    |
| KCC                   | 3-1  | Horsed FC               | 1-1 | 2-0    |
| Silures               | 10-2 | Benfica de Bissau       | 7-0 | 3-2    |
| Simba SC              | 2-1  | Vantour Club Mangoungou | 2-0 | 0-1    |

1 Corps Enseignant abandonó el torneo después del primer partido.

## Segunda Ronda
| Equipo 1        | Agr. | Equipo 2            | Ida | Vuelta |
| --------------- | ---- | ------------------- | --- | ------ |
| JE Tizi-Ouzou   | 3-0  | Al-Tahaddy          | 1-0 | 2-0    |
| Green Buffaloes | 1-0  | Matlama FC          | 1-0 | 0-0    |
| Canon Yaoundé   | 3-2  | Al-Merrikh SC       | 2-0 | 1-2    |
| Hafia FC        | 6-0  | ASC Garde Nationale | 5-0 | 1-0    |
| Enugu Rangers   | w/o  | Olympic Niamey      | 1   |        |
| KCC             | w/o  | Al-Ahly             | 1   |        |
| Africa Sports   | 3-4  | Silures             | 2-1 | 1-3    |
| AS Vita Club    | 2-0  | Simba SC            | 1-0 | 1-0    |

1 el Olympic Niamey y el Al-Ahly abandonaron el torneo.

## Cuartos de final
| Equipo 1      | Agr. | Equipo 2        | Ida | Vuelta |
| ------------- | ---- | --------------- | --- | ------ |
| JE Tizi-Ouzou | 3-3  | AS Vita Club    | 3-2 | 0-1    |
| Canon Yaoundé | 3-1  | Green Buffaloes | 2-0 | 1-1    |
| Enugu Rangers | 4-1  | KCC             | 3-1 | 1-0    |
| Silures       | 1-8  | Hafia FC        | 0-4 | 1-4    |

## Semifinales
| Equipo 1      | Agr.           | Equipo 2      | Ida | Vuelta |
| ------------- | -------------- | ------------- | --- | ------ |
| Hafia         | 3-3            | Vita Club     | 2-0 | 1-3    |
| Canon Yaoundé | 0-0 (6-5 pen.) | Enugu Rangers | 0-0 | 0-0    |

## Final
| Equipo 1 | Agr. | Equipo 2      | Ida | Vuelta |
| -------- | ---- | ------------- | --- | ------ |
| Hafia    | 0-2  | Canon Yaoundé | 0-0 | 0-2    |

## Campeón
| Camerún                 |
| Canon Yaoundé 2º título |